# Беломер Геувил
Беломер Геувил (фр. Belhomert-Guéhouville) насеље је и општина у централној Француској у региону Центар (регион), у департману Ер и Лоар која припада префектури Ножан ле Ротру.
По подацима из 2011. године у општини је живело 823 становника, а густина насељености је износила 75,16 становника/km². Општина се простире на површини од 10,95 km². Налази се на средњој надморској висини од 199 метара (максималној 271 m, а минималној 182 m).

## Демографија
| 1962. | 1968. | 1975. | 1982. | 1990. | 1999. | 2011. |
| ----- | ----- | ----- | ----- | ----- | ----- | ----- |
| 431   | 437   | 472   | 589   | 773   | 808   | 823   |

График промене броја становника у току последњих година